# Emily Thomas
Emily Gail Thomas (10 de diciembre de 1990) es una deportista neozelandesa que compitió en natación. Ganó una medalla de bronce en el Campeonato Pan-Pacífico de Natación de 2010, en la prueba de 50 m espalda.

## Palmarés internacional
| Campeonato Pan-Pacífico | Campeonato Pan-Pacífico | Campeonato Pan-Pacífico | Campeonato Pan-Pacífico |
| Año                     | Lugar                   | Medalla                 | Prueba                  |
| ----------------------- | ----------------------- | ----------------------- | ----------------------- |
| 2010                    | Irvine (Estados Unidos) | Medalla de bronce       | 50 m espalda            |